# الخاندرو گوئیدو
الخاندرو گوئیدو (انگلیسی: Alejandro Guido؛ زادهٔ ۲۲ مارس ۱۹۹۴) بازیکن فوتبال اهل ایالات متحده آمریکا است.
از باشگاه‌هایی که در آن بازی کرده‌است می‌توان به باشگاه تیخوانا و باشگاه فوتبال لس آنجلس اشاره کرد.
وی همچنین در تیم‌های ملی فوتبال United States men's national under-17 soccer team, United States men's national under-18 soccer team, United States men's national under-20 soccer team، و United States men's national under-23 soccer team بازی کرده‌است.